# Cyril Leo Toumanoff
Fra' Cyril Leo Toumanoff (in russo Кирилл Львович Туманов?, Kirill L'vovič Tumanov; San Pietroburgo, 13 ottobre 1913 – Roma, 4 febbraio 1997) è stato uno storico e genealogista russo naturalizzato statunitense. Specializzato principalmente nella storia e nelle genealogie medievali della Georgia, dell'Armenia, dell'Iran e dell'Impero bizantino. Le sue opere hanno influenzato in modo significativo la storiografia occidentale del Caucaso medievale.

## Biografia
Cyril Leo Toumanoff nacque a San Pietroburgo il 13 ottobre 1913. Suo padre era un ufficiale dell'Esercito imperiale russo. Gli antenati paterni provenivano dalla famiglia principesca dei Tumanishvili (Tumanov) dalla Georgia, i cui antenati erano emigrati dalla loro patria originaria del Regno armeno di Cilicia nel XV secolo. Questa famiglia è presente nella lista dei principi georgiani allegata al trattato di Georgievsk concluso tra il re Eraclio II di Georgia e l'imperatrice Caterina II di Russia nel 1783. Il 6 dicembre 1850, i Tumanishvili furono ufficialmente iscritti all'elenco delle famiglie principesche georgiane dell'Impero russo come knjaz Tumanov. Sua madre, Elizabeth Zhdanova, discendeva di un certo numero di famiglie nobili russe, con legami genealogici con la nobiltà dell'Europa occidentale.
I genitori di Toumanoff lasciarono San Pietroburgo dopo la rivoluzione d'ottobre del 1917. Suo padre si unì alle milizie dei bianchi durante la guerra civile russa, mentre sua madre fu messa a morte dai bolscevichi. Cyril inizialmente visse con i nonni materni ad Astrachan'. Nel 1928, il padre di Toumanoff riuscì a fuggire negli Stati Uniti d'America portando con sé Toumanoff. Nel 1931 si diplomò presso la Lenox School for Boys. Proseguì gli studi all'Università di Harvard. I suoi educatori John Coddington e Robert Pierpont Blake lo aiutarono a ottenere fondi per recarsi a Bruxelles, per studiare armenistica con Nicholas Adontz, e poi a Berlino, per studiare la lingua georgiana con Michael Tsereteli. Durante questi anni, Toumanoff si convertì al cattolicesimo romano. Ne seguì una rottura con il padre, rimasto alla fede cristiana ortodossa, che si ricucì solo quando i due si riconciliarono sul letto di morte di quest'ultimo nel 1943.
Nel 1943 conseguì il dottorato di ricerca presso l'Università di Georgetown a Washington e presto accettò una cattedra che mantenne fino al suo pensionamento come professore emerito di storia nel 1970. Successivamente si trasferì a Roma. Autorità riconosciuta sulle questioni nobiliari e dinastiche, il principe Toumanoff era anche un cavaliere professo del Sovrano Militare Ordine di Malta, alto consulente storico del suo gran magistero, e Principe Gran Priore di Boemia. Dopo aver preso i voti religiosi divenne noto come fra' Cyril e nel 1994 divenne Balì Gran Croce di Giustizia, il più alto grado come religioso dell'Ordine di Malta. Inoltre, fu insignito di molte altre onorificenze, tra cui quella di Cavaliere di San Gennaro.
Morì a Roma il 4 febbraio 1997 all'età di 83 anni. È sepolto nella cappella dei Cavalieri di Malta nel cimitero del Verano.

## Opere
- On the Relationship between the Founder of the Empire of Trebizond and the Georgian Queen Thamar, "Speculum", 15 (1940).
- Medieval Georgian Historical Literature (VIIth-XVth Centuries), "Traditio" 1 (1943).
- The old Manuscript of the Georgian Annals: The Queen Anne Codex (QA) 1479-1495, "Traditio" 5 (1947).
- The Early Bagratids. Remarks in connexion vith some recent publications, "Le Museon" 62 (1949).
- The Fifteenth-Century Bagratids and the institution of Collegial Sovereignty in Georgia, "Traditio" 7 (1949-1951).
- Christian Caucasia between Byzantium and Iran. New light from Old Sources, "Traditio" 10 (1954).
- La noblesse géorgienne sa genèse et sa structure, "Rivista Araldica", (1956).
- Chronology of the Kings of Abasgia and other problems, "Le Museon", 69 (1956).
- Caucasia and Byzantine studies, "Traditio" 12 (1956).
- The Bagratids of Iberia from the Eight to the Eleven Century, "Le Museon" 74 (1961).
- The dates of the Pseudo-Moses of Chorence, "Handes Amsorya", 75 (1961).
- Studies in Christian Caucasian History, Georgetown University Press (1963).
- The Cambridge Medieval History  t. IV i XIV Armenia and Georgia, 1966.
- Chronology of the Early Kings of Iberia, "Traditio" 25 (1969).
- The Mamikonids and the Liparitids, "Armeniaca Venise" (1969).
- The Third-Century Armenian Arsacids: A chronological and Genealogical Commentary, "Revue des études arméniennes" 6 (1969) s.  233-281.
- Caucasia and Byzantium, "Traditio" 27 (1971).
- L’Ordre de Malte dans l’Empire de Russie: Grand-Prieuré Catholique de Russie, "Rivista Araldica" (1973).
- Manuel de généalogie et de chronologie pour l'histoire de la Caucasie chrétienne (Arménie, Géorgie, Albanie), Roma 1976.
- Aransahikides ou Haykides ? Derniers rois de Siounie, "Handes Amsorya" (1976).
- Les Maisons Princières Géorgiennes de l’Empire de Russie, Rome 1983.
- The Albanian Royal Succession, "Le Museon" 97 (1984).
- The Social Myth: Introduction to Byzantinism, Rome 1984.
- Heraclids and the Arsacids, "Revue des études arméniennes" 19 (1985).
- Problems of Aransahikid Genealogy, "Le Museon" 98 (1985).
- Les dynasties de la Caucasie chrétienne de l’Antiquité jusqu’au XIX-e; Tables généalogiques et chronologiques, Roma 1990.